# Судома (селище залізничної станції)
Судома (рос. Судома) — станция в Дєдовицькому районі Псковської області Російської Федерації.
Населення становить 13 осіб. Входить до складу муніципального утворення В'язєвська волость.

## Історія
Від 2015 року входить до складу муніципального утворення В'язєвська волость.

## Населення
| 2001 | 2002 | 2010 |
| ---- | ---- | ---- |
| 19   | ↘17  | ↘13  |